# Coregonus artedi
Coregonus artedi és una espècie de peix de la família dels salmònids i de l'ordre dels salmoniformes.

## Morfologia
Els mascles poden assolir els 57 cm de llargària total i 3.350 g de pes.

## Alimentació
Menja plàncton i crustacis.

## Hàbitat
Viu a les aigües obertes de llacs i grans rius, i també a les aigües costaneres de la Badia de Hudson.

## Distribució geogràfica
Es troba a Nord-amèrica: Canadà i nord dels Estats Units, però és rar als Grans Llacs.

## Ús gastronòmic
Es comercialitza fresc, fumat i congelat per a ésser cuinat al vapor, fregit, rostit, bullit, al forn i al microones.

## Longevitat
Viu fins als 11 anys.